# Riverside (Wyoming)
Pour les articles homonymes, voir Riverside.
Riverside est une municipalité américaine située dans le comté de Carbon au Wyoming.
Lors du recensement de 2010, sa population est de 52 habitants. La municipalité s'étend sur 0,27 milles carrés (0,7 km2).